# Joseph Löwenstein
Joseph Löwenstein (auch: Joseph Loewenstein; geboren 7. November 1873 in Grossee in der Provinz Posen; gestorben 1958 in London) war ein deutscher Mediziner, niedergelassener Arzt, Nervenarzt und Psychotherapeut. Er musste aufgrund der Judenverfolgung durch die Nationalsozialisten krank von Deutschland nach England emigrieren.

## Leben

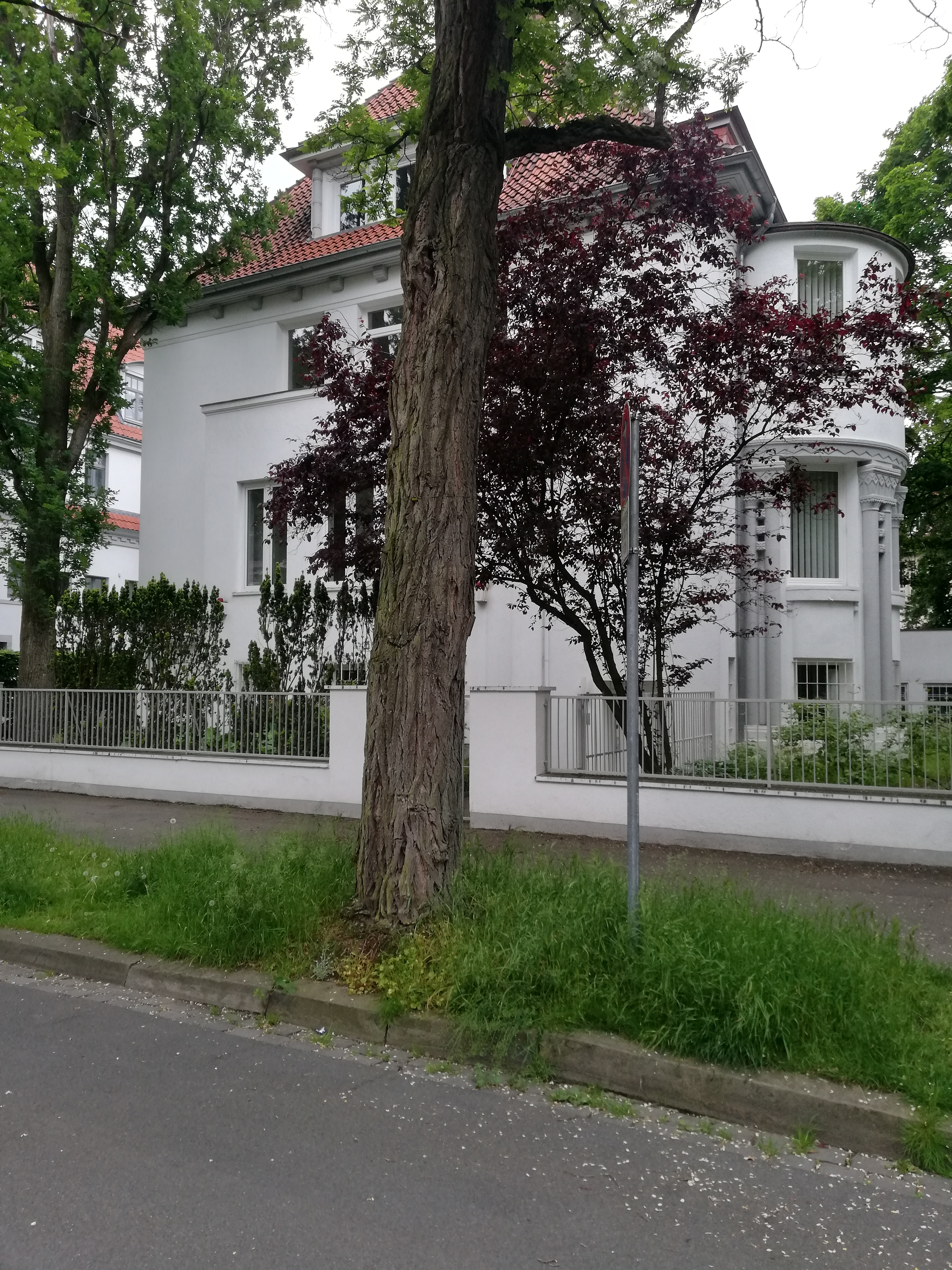
Der Wohnsitz der Familie Löwenstein, Seelhorststraße 28 (heute Hausnummer 60) im Stadtteil Zoo wurde nach der Reichspogromnacht am 10. November 1938 durch Nationalsozialisten geplündert

Nach seinem Abitur studierte Löwenstein von 1891 bis 1896 Medizin und promovierte 1897 an der Universität Breslau Ueber Erkrankungen der Leber und Milz infolge von Unterleibscontusionen.
Ab 1903 wirkte Löwenstein als Arzt in Hannover. 1906 übernahm er die Leitung der Lewaldschen Kuranstalten in Obernigk wo er als „Dr. Loewenstein“ auch als deren Inhaber bis 1924 wirkte. Nachfolger in der dortigen ärztlichen Leitung wurden Kurt Berliner und Walter Fischer.
1924 ging Löwenstein erneut nach Hannover, wo er sich als Nervenarzt mit einer Privatpraxis im Haus Hindenburgstraße 27 niederließ.
1929 heiratete er Elisabeth Küster, Tochter des hannoverschen Druckereibesitzers Carl Küster und der Millicent Küster, geborene Büsch.
Nach der Machtergreifung durch die Nationalsozialisten wurde ihm als „Nichtarier“ 1938 zunächst seine ärztliche Zulassung entzogen. Während der Reichspogromnacht noch im selben Jahr wurde am 10. November 1938 das Haus der Familie Löwenstein in der Seelhorststraße durch die SS geplündert. Im selben Jahr erlitt Löwenstein einen Herzanfall, der dauerhaft weitere Erkrankungen nach sich zog.
Löwensteins Pläne zur Emigration scheiterten im Folgejahr 1939 anfangs wegen eines angeblichen „Devisenvergehens“; im Februar konnte er dann doch noch alleine nach England ausreisen. Seine Ehefrau folgte ihm im August 1939.
Ab 1940 arbeitete Joseph Löwenstein – behindert durch seine in Deutschland begonnenen Erkrankungen – als Psychotherapeut in London. Seine Ehefrau ging zurück nach Hannover, wo sie in der Nachkriegszeit gemeinsam mit ihrer Mutter ihre elterliche Druckerei Carl Küster wieder aufbaute.
Joseph Löwenstein starb in London im Alter von etwa 85 Jahren.

## Schriften
- Ueber Erkrankungen der Leber und Milz infolge von Unterleibscontusionen, Dissertation 1897 an der Universität Breslau, Würzburg: Boegler, 1897